# Mariusz Kruk
Mariusz Kruk (* 1952 in Posen) ist ein polnischer Maler und Installationskünstler.

## Leben und Werk
Mariusz Kruk studierte bis 1982 Malerei bei Jerzy Kałucki an der Kunstakademie in Posen. Nach dem Examen gründete Kruk zusammen mit Piotr Kurka die Künstlergruppe Koło Klipsa. Mitglieder waren Leszek Knaflewski, Krzysztof Markowski und Wojciech Kujawski. Seit 1987 distanzierte Mariusz Kruk sich von Koło Klipsa und wurde bekannt für seine räumlichen Objekte.
Nach der Einzelausstellung not quite at home im Zentrum für Zeitgenössische Kunst im Schloss Ujazdów in Warschau (1991) und der Teilnahme an der documenta IX (1992) in Kassel, zog es Mariusz Kruk 1994 nach Paris. Er wandte sich von Installationen ab und konzentrierte sich wieder auf traditionellere Techniken, die Malerei, Pastellmalerei und Aquarell. Märchenhafte Landschaften, Ornamente, Fabeltiere und organischen Formen machte Mariusz Kruk zu seinem Thema. Seit 2002 lebt und arbeitet Kruk wieder in Posen.